# Nocciolo del reattore

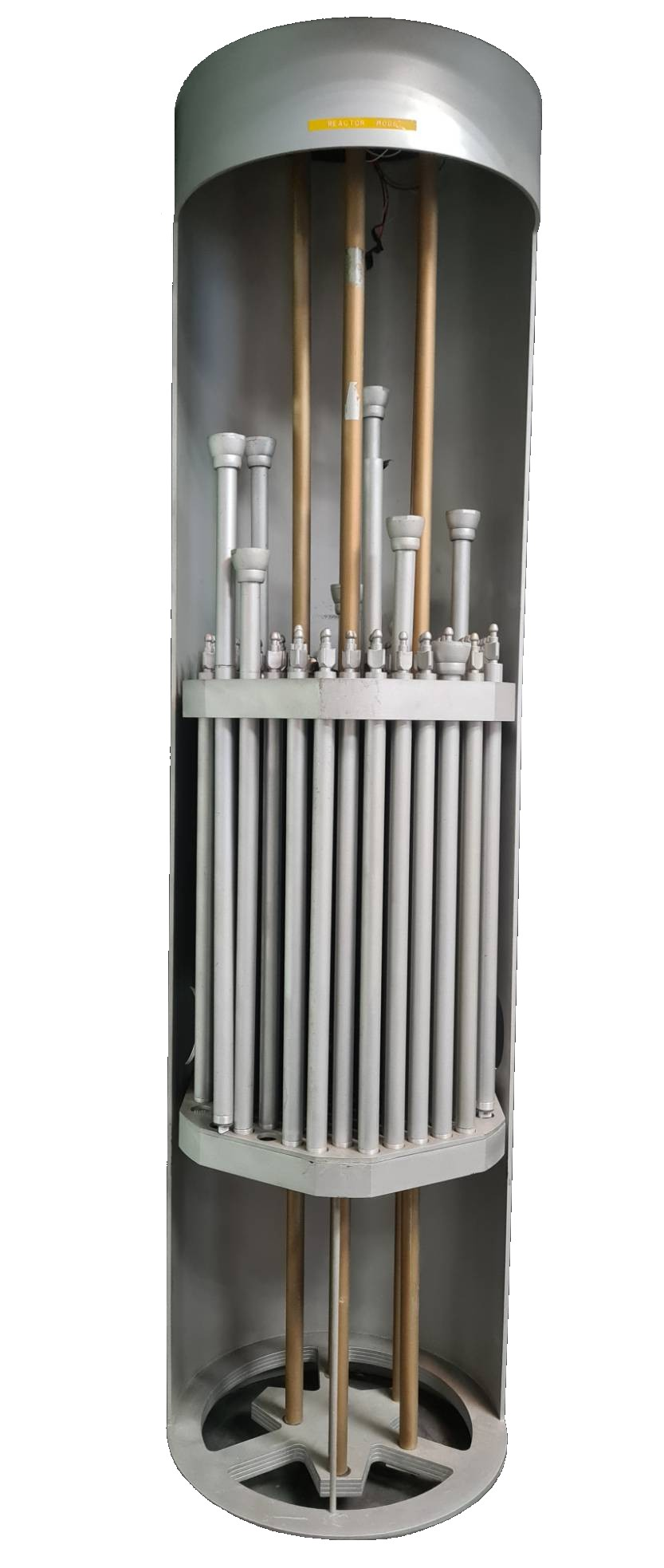
Il nocciolo contenuto nel recipiente del reattore

Il nocciolo del reattore, detto anche nucleo (in inglese core) è costituito dal combustibile nucleare, dal moderatore (assente nei reattori a neutroni veloci) e dal fluido refrigerante.

## Descrizione
Il combustibile nucleare, generalmente in forma solida, è composto principalmente da carburi e ossidi di uranio e plutonio, che per ragioni strutturali possono trovarsi in lega con metalli come lo zirconio, l'alluminio e l'acciaio. Indipendentemente dal fatto che si impieghi l'uranio naturale o l'uranio arricchito, il combustibile deve contenere una massa critica di isotopi fissili, quali uranio-235 e plutonio-239, in modo tale che le reazioni a catena di fissione nucleare si autosostengano. La quantità di isotopi fissili costituiscono comunque una piccola percentuale della massa totale del combustibile, che rimane costituita principalmente da materiale fertile, specialmente uranio-238.
La fissione del combustibile consente l'emissione di neutroni veloci che per poter essere sfruttati dai reattori a neutroni termici devono essere rallentati dal moderatore, un materiale caratterizzato dal basso peso atomico e costituito generalmente da acqua, acqua pesante o grafite.
Il fluido refrigerante infine ha lo scopo di rimuovere il calore generato dalle fissioni e può essere costituito da acqua (fungendo quindi anche da moderatore), gas o metallo liquido nel caso dei reattori a neutroni veloci.